# 2003 a légi közlekedésben
Ez a lista a 2003-as év légi közlekedéssel kapcsolatos eseményeit tartalmazza.

## Események

### Február
- február 1. - A Columbia űrsikló lezuhan. Az űrrepülőgépnek a felszállás során megsérült a külső burkolata. A küldetés végén – emiatt a burkolati hiány miatt – a légkörbe belépő űrsikló belső szerkezeti elemeihez is eljutott a szélsőségesen magas hő, amely a földi légkörrel való érintkezés során keletkezett, és az űrsikló a levegőben darabjaira hullott. A tragédiában hét űrhajós vesztette életét.

### December
- december 25. – Cotonou repülőtér. Az Union des Transports Aériens de Guinée (UTAGE) légitársaság 141-es járata, egy Boeing 727-223 (lajstromjele: 3X-GDO) típusú utasszállító repülőgép túlzott mennyiségű súllyal kísérel meg felszállást, de a nagy terhelés miatt a gép lezuhan. A gépen 153 utas és 10 fő személyzet utazik. Közülük 141-en vesztik életüket. 24 fő megsérül, 22 fő túléli a balesetet és annak következményeit.[1][2]